# Terrain de sport central de Kouvola
Le terrain de sport central (finnois : Keskusurheilukenttä) est un terrain de sport situé au centre-ville de Kouvola en Finlande,.

## Description
Situé le long de la rue  Laaksotie, c'est le terrain principal de la ville pour les compétitions de football et d'athlétisme. 
C'est le siège du club de Sudet (en) pratiquant le bandy et le football.
Le terrain est en gazon naturel de 72 × 110 mètres. 
Un équipement de chronométrage moderne a été acquis pour le terrain en 2003. 
Les tribunes du terrain de sport central comptent actuellement 1 500 sièges non couverts,.
Le terrain de sport central dispose de huit pistes d'athlétisme de 400 m de long recouvertes de Novotan, ainsi que d'aires pour pratiquer : javelot, disque, lancer du poids, saut en longueur, triple saut.